# Cristina Bujin
Cristina Ioana Bujin (n. 12 aprilie 1988, Constanța, România) este o atletă română, specializată pe triplusalt.

## Carieră
Provine dintr-o familie de atleți, atât mama sa, Cornelia, cât și fratele său Claudiu (decedat) au practicat săritura de lungime. A fost selecționată pentru atletism încă din școala generală. Primul rezultat notabil l-a obținut în 2005 la Campionatul Mondial de cadeți (U18) de la Marrakech, unde a cucerit medalia de bronz. O săptămână mai târziu a cucerit argintul la Campionatul European de juniori de la Kaunas.
În anul 2009 a fost laureată cu argint la Campionatul European de tineret de la Kaunas. I-a dedicat medalia memoriei fratelui său Claudiu, și el un atlet de performanță, care a murit în luna martie, la vârsta de 24 de ani, de un cancer la timus. În același an și-a stabilit recordul său personal cât la lungime, atât la triplusalt, cu 6,38 m și respectiv 14,42 m. Două săptămâni mai târziu, a participat la Campionatul Mondial de la Berlin, unde a ajuns în finală, clasându-se pe locul 6.
La Universiada din 2011 de la Shenzhen a urcat pe treapta a treia a podiumului. A participat la Jocurile Olimpice de vară din 2012, dar nu a putut să se califice în finală.
În anul 2015 a reușit un salt de 14,19 m la Campionatul Național în aer liber de la Pitești, împlinind baremul de calificare pentru Jocurile Olimpice din 2016. La Rio de Janeiro nu a putut trece de calificări.
Maestră a Sportului.

## Realizări
| An   | Competiție                               | Locație                    | Loc | Eveniment  | Note    |
| ---- | ---------------------------------------- | -------------------------- | --- | ---------- | ------- |
| 2003 | Campionatul Mondial de Juniori (sub 18)  | Sherbrooke, Canada         | 5   | lungime    | 6,03 m  |
| 2004 | Campionatul Mondial de Juniori (sub 20)  | Grosseto, Italia           | 19  | lungime    | 5,47 m  |
| 2004 | Campionatul Mondial de Juniori (sub 20)  | Grosseto, Italia           | 10  | triplusalt | 12,95 m |
| 2005 | Campionatul Mondial de Juniori (sub 18)  | Marrakech, Maroc           | 3   | triplusalt | 13,23 m |
| 2005 | Campionatul European de Juniori (sub 20) | Kaunas, Lituania           | 19  | lungime    | 5,73 m  |
| 2005 | Campionatul European de Juniori (sub 20) | Kaunas, Lituania           | 2   | triplusalt | 13,72 m |
| 2006 | Campionatul Mondial de Juniori (sub 20)  | Beijing, China             | 6   | triplusalt | 13,35 m |
| 2007 | Campionatul European în sală             | Birmingham, Marea Britanie | 13  | triplusalt | 13,31 m |
| 2007 | Campionatul European de Juniori (sub 20) | Hengelo, Olanda            | 3   | triplusalt | 13,57 m |
| 2008 | Campionatul Mondial în sală              | Valencia, Spania           | 13  | triplusalt | 13,78 m |
| 2009 | Campionatul European în sală             | Torino, Italia             | 10  | triplusalt | 13,94 m |
| 2009 | Campionatul European de Tineret (sub 23) | Kaunas, Lituania           | 2   | triplusalt | 14,26 m |
| 2009 | Campionatul Mondial                      | Berlin, Germania           | 6   | triplusalt | 14,26 m |
| 2011 | Campionatul European în sală             | Paris, Franța              | 5   | triplusalt | 14,19 m |
| 2011 | Universiada                              | Shenzhen, China            | 3   | triplusalt | 14,21 m |
| 2012 | Campionatul Mondial în sală              | Istanbul, Turcia           | 15  | triplusalt | 13,80 m |
| 2012 | Campionatul European                     | Helsinki, Finlanda         | 21  | triplusalt | 13,34 m |
| 2012 | Jocurile Olimpice                        | Londra, Marea Britanie     | –   | triplusalt | FR      |
| 2013 | Campionatul European în sală             | Göteborg, Suedia           | 15  | triplusalt | 13,47 m |
| 2014 | Campionatul European                     | Zürich, Elveția            | 14  | triplusalt | 13,61 m |
| 2015 | Campionatul European în sală             | Praga, Cehia               | 6   | triplusalt | 13,91 m |
| 2015 | Campionatul Mondial                      | Beijing, China             | 25  | triplusalt | 13,21 m |
| 2016 | Jocurile Olimpice                        | Rio de Janeiro, Brazilia   | 30  | triplusalt | 13,38 m |
| 2017 | Campionatul European în sală             | Belgrad, Serbia            | 15  | triplusalt | 13,44 m |

## Recorduri personale
| Probă                       | Performanță | Dată              | Locație   |
| --------------------------- | ----------- | ----------------- | --------- |
| Săritură în lungime         | 6,38 m      | 2 august 2009     | București |
| Triplusalt                  | 14,42 m     | 1 august 2009     | București |
| Săritură în lungime în sală | 6,35 m      | 26 ianuarie 2013  | București |
| Triplusalt în sală          | 14,35 m     | 15 februarie 2009 | București |